# Palau del Senat (Rússia)
El Palau del Senat (en rus:Сенатский дворец, tr.:Senatski dvorets) o Edifici del Senat (Здание Сената, Zdaniye Senata) és un palau neoclàssic que forma part del Kremlin de Moscou. Va ser construït a final del segle xviii per ordres de Caterina la Gran i serveix des de 1991 com la residència laboral del president de Rússia.
El Palau del Senat és a la part nord-est del Kremlin, entre els edificis de l'Arsenal i de l'Escola Militar. La façana nord dona a la plaça Roja, de la qual està separat per la muralla del Kremlin. Des de la plaça Roja s'hi pot accedir per les portes de la Torre de Sant Nicolau (Nikólskaia) o de la Torre del Senat al costat del Mausoleu de Lenin.

## Història
Es va construir entre 1776 i 1788 per l'arquitecte Matvei Kazakov, per encàrrec de l'emperadriu Caterina II, per tal d'albergar el Senat moscovita, la màxima institució legislativa de la Rússia imperial, del qual va rebre el seu nom. Al segle posterior l'edifici va ser utilitzat per la Cort Regional de Moscou.
El 1918, en plena Revolució russa, l'edifici va ser destruït pels bolxevics. A final de 1918 Lenin va fer transformar l'edifici en les oficines del Consell de Ministres de l'URSS i va disposar de quatre habitacions per a ús personal, habitacions que es van conservar i es poden visitar actualment.
Després de la caiguda de la Unió Soviètica, el palau va ser remodelat per albergar les instal·lacions de la Presidència de la Federació Russa.

## Arquitectura
El palau té una planta triangular, que aprofita al màxim el poc espai disponible. En aquesta planta es van aixecar tres edificis comunicats entre si i separats per tres patis. En el vèrtex de l'edifici principal hi ha el saló de Caterina o Sala Blanca, on s'alça una cúpula magnífica de 25 m de diàmetre i 27 m d'alçada. Aquest saló és considerat un dels interiors més representatius de l'escola russa del segle xviii.
La façana de l'edifici va ser construïda en estil sobri neoclàssic, amb escassos signes ornamentals. El conjunt harmonitza en estil, formes i dimensions amb els edificis adjacents.
El 1995, per indicacions del president Borís Ieltsin, l'edifici va ser remodelat i entre les seves modernes instal·lacions hi ha l'Oficina Presidencial, el Saló Cerimonial, la Biblioteca Presidencial, el Saló del Consell de Seguretat, el Saló dels Ambaixadors (o Heràldic) i el saló de Caterina.